# Asaba
Asaba è una città della Nigeria, situata nello Stato di Delta.

## Sport
Ha ospitato i campionati africani di atletica leggera 2018 presso lo Stadio Stephen Keshi.